# زبان برنامه‌نویسی AWK (کتاب)
زبان برنامه‌نویسی AWK (به انگلیسی: The AWK Programming Language) نام یک کتاب شناخته‌شده در مورد زبان AWK است که توسط مخترعان این زبان، Alfred V. Aho، برایان کرنیگان و پیتر جی. وینبرگر نوشته شده است و توسط انتشارات ادیسون-وزلی به چاپ رسیده است. این کتاب به عنوان استاندارد دو فاکتو زبان AWK به شمار می‌رود. ریچارد استیونز، نویسندهٔ تعدادی از کتاب‌های محبوب و پروفروش یونیکس از جمله برنامه‌نویسی پیشرفته در محیط یونیکس و برنامه‌نویسی شبکه در یونیکس، از این کتاب به عنوان یکی از کتاب‌های مورد علاقهٔ خود یاد می‌کند. این کتاب تا کنون به زبان‌های مختلفی ترجمه شده و توسط بسیاری از مقالات فنی ACL مورد ارجاع قرار گرفته است.